# Confédération syndicale des travailleurs du Congo
Pour les articles homonymes, voir CSTC.
La Confédération syndicale des travailleurs du Congo (CSTC), est une confédération syndicale congolaise fondée en 1993. Elle est affiliée à la Confédération syndicale internationale (CSI). 

## Histoire
Le 19 juin 2021, lors du 2e congrès ordinaire de la CSTC tenu à Brazzaville, Elault Bello Bellard est réélu à la tête de la centrale pour un mandat de 5 ans,.

## Fédérations affiliées
Elle compte en 2021, 16 fédérations affiliées :
- Fédération nationale des travailleurs des régies financières (FENATREF)
- Fédération syndicale du bâtiment et des travaux publics (FesyBTP)
- Fédération syndicale des travailleurs des mairies et de l’administration générale (Fesytramag)
- Fédération de l’éducation nationale du Congo (Fenco)
- Fédération nationale des agents de santé et affaires sociales (Fenasas)
- Fédération nationale de l'enseignement technique et professionnel
- Fédération syndicale des professionnels de transport du Congo (FESYPTC)

## Dirigeants
- Louis Gondou
- Michel Souza
- Elault Bello Bellard